# Soundarya
K. Sathyanarayana Sowmya (18 juillet 1972,, ou 18 juillet 1976, - 17 avril 2004), plus connue sous son nom d'artiste Soundarya, est une actrice qui a travaillé principalement dans des films en télougou, en plus du cinéma kannada et du cinéma tamoul, avec quelques films en malayalam et en hindi. En 2002, elle reçoit le National Film Award du meilleur long métrage en tant que productrice, pour le film kannada Dweepa (en). Elle a également reçu trois Nandi Awards, deux Prix de l’État du Karnataka de la meilleure actrice (en) et plusieurs Filmfare Awards South pour ses performances dans des films tels que Ammoru (en) (1994), Pavitra Bandham (en) (1996), Anthahpuram (en) (1998), Raja (en) (1999), Doni Saagali (en) (1998), Dweepa (2002) et Apthamitra (en) (2004). Elle est l'une des actrices les mieux payées du cinéma télougou et a joué dans plus de 100 films en l'espace de 12 ans. Soundarya est communément appelée la « Savitri du cinéma télougou moderne ».